# 尚家河水库
尚家河水库是中国湖北省宜昌市夷陵区境内的一座水库，位于长江支流黄柏河上，建于1978年。水库正常库容为820万立方米，集雨面积为937平方千米，海拔为242米。